# Karl Allmenröder (Richter)
Johann Ludwig Karl Allmenröder (* 14. Juli 1861 in Oberquembach; † 25. Februar 1926 in Frankfurt am Main) war ein deutscher Jurist. Er übernahm den Vorsitz des Jugendgerichts, das 1908 am Amtsgericht Frankfurt am Main eingerichtet wurde, und gilt deshalb als der erste deutsche Jugendrichter.

## Leben und Wirken
Allmenröder war der Sohn seines gleichnamigen Vaters, Karl Allmenröder, eines Pfarrers. Er studierte Rechtswissenschaft an der Rheinischen Friedrich-Wilhelms-Universität Bonn und gehörte seitdem der Norddeutschen Verbindung (seit 1919 Burschenschaft der Norddeutschen Bonn) an. Nach seinem Jurastudium arbeitete er als Justitiar des Fürsten zu Solms. Der Präsident des Oberlandesgerichts Frankfurt, Carl Hagens, lernte ihn dort kennen und holte ihn nach Frankfurt. Dort war Allmenröder im Rang eines Gerichtsrats am Amtsgericht Frankfurt am Main als Vormundschaftsrichter tätig. Er übernahm 1908 den Vorsitz des Jugendgerichts, das in Frankfurt zum 1. Januar 1908 nach dem Vorbild der amerikanischen Jugendgerichte errichtet wurde. Das Ziel, eigene Gerichte für junge Straftäter einzurichten, war 1905 einerseits von dem Frankfurter Strafrechtler Berthold Freudenthal, andererseits von dem Berliner Richter Paul Köhne formuliert worden. Da keine zentrale gesetzliche Regelung zustande kam, entschieden verschiedene Gerichtspräsidenten 1907, Jugendgerichte durch Änderungen des Geschäftsverteilungsplans einzurichten. Das Präsidium des Landgerichts Frankfurt wies mit dem neuen Plan zum 1. Januar 1908 dem Jugendgericht einerseits die Strafsachen gegen Minderjährige zwischen 12 und 18 Lebensjahren, andererseits die vormundschaftlichen Geschäfte über diese Minderjährigen zu. Allmenröder vereinte als Jugendrichter somit die Funktion eines Vormundschaftsrichters mit der des Vorsitzenden eines Schöffengerichtes. 1909 hatten von 772 preußischen Amtsgerichten bereits 212 ein Jugendgericht in dieser Form eingerichtet.
Zwar hatte es im westfälischen Haspe Ende 1907 den Versuch gegeben, ein Jugendgericht einzurichten. Tatsächlich handelte es sich aber um einen dem Gericht vorgelagerten Fürsorgeausschuss. Während für 1908 an weiteren Amtsgerichten per Geschäftsverteilung ebenfalls Jugendgerichte eingerichtet wurden, darunter in Breslau, Köln und Stuttgart, fand die erste belegte konstituierende Sitzung eines deutschen Jugendgerichts am 30. Januar 1908 in Frankfurt statt. Im Beisein des Oberlandesgerichtspräsidenten Carl Hagens, des Landgerichtspräsidenten Heinrich Colnot, Karl Stiebel von der Centrale für private Fürsorge, dem Stadtverordneten Karl Flesch und Wilhelm Polligkeit verhandelte Allmenröder drei Fälle.
Hatte Allmenröder dem Frankfurter Jugendgerichtsmodell anfangs kritisch gegenüber gestanden, so wurde er bald einer der bekanntesten deutschen Jugendrichter. Berthold Freudenthal berichtet, man habe Allmenröder „den deutschen Lindsey genannt“, aber er sei „der deutsche Allmenröder“ gewesen. Ihm werden „bahnbrechende soziale Maßnahmen auf dem Gebiet der städtischen Jugendfürsorge in Frankfurt am Main“ zugeschrieben. Sein Wegbegleiter Wilhelm Polligkeit bemerkte, dass Allmenröder „geradezu ein Künstler als Richter und Erzieher war“. Nach dem Erlass des ihn nicht zufriedenstellenden Jugendgerichtsgesetzes (1923) habe Allmenröder zu sagen gepflegt:  „Ich fühle mich nirgends wohler als in den Lücken des Gesetzes“. Der Historiker Detlev Peukert weist darauf hin, dass durch das Frankfurter Jugendgericht die richterliche Voruntersuchung erheblich aufgewertet und dem Richter, in Allmenröders eigenen Worten, „ein bedeutendes Übergewicht über die Jugendlichen“  zugewachsen sei. Marcus Gräser kommt zu dem Schluss, dass zwar das Jugendgericht eine ‚moderne‘ Institution gewesen sei, das Erziehungsideal Allmenröders aber eher von „abgestandene[r] Traditionalität“.
Neben seiner Tätigkeit als Richter engagierte sich Allmenröder sehr auf kirchlichem Gebiet. Er saß im Kirchenvorstand der Peterskirche, in der lutherischen Stadtsynode, in der evangelischen Landeskirchenversammlung, im Landeskirchengericht und im Vorstand des Gustav-Adolf-Vereins. Er setzte sich für die weibliche Stadtmission und für das Frankfurter Diakonissenhaus ein.

## Schriften
- et al.: Das Jugendgericht in Frankfurt a. M., hg. von Berthold Freudenthal, Springer, Berlin 1912.
- Das Jugendgericht in und nach der Hauptverhandlung. In: Deutsche Zentrale für Jugendfürsorge (Hg.), Verhandlungen des ersten Deutschen Jugendgerichtstages 15. bis 17. März 1909. Berlin 1909, S. 38–43.
- Vom Frankfurter Jugendgericht. In: Zeitschrift für die gesamte Strafrechtswissenschaft, Band 29, H. 1 (1909), S. 575–585, ISSN (Online) 1612-703X, ISSN (Print) 0084-5310, doi:10.1515/zstw.1909.29.1.575.
- Straf- und Erziehungsmittel im Einzelnen. In: Deutsche Zentrale für Jugendfürsorge (Hg.), Verhandlungen des dritten Deutschen Jugendgerichtstages 10. bis 12. Oktober 1912. Leipzig 1913, S. 67–77.
- Nachruf Pfarrer Karl Allmenröder. In: Mitteilungen des Wetzlarer Geschichtsvereins 5 (1914), S. 5–7.